# 러스크 서한

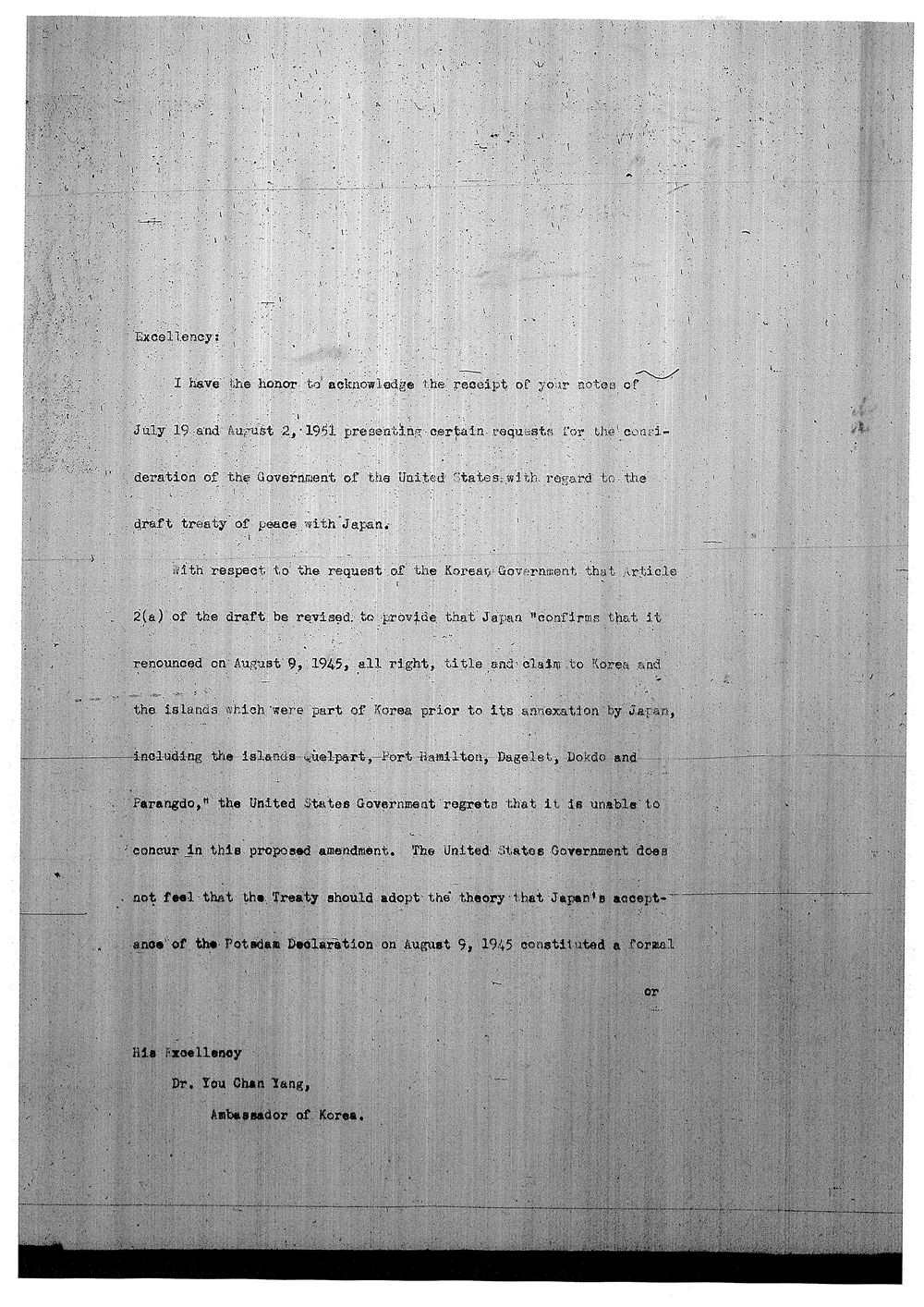
러스크 서한

러스크 서한(영어: Rusk documents)은 1951년 8월 10일 미국 국무부 극동 담당  차관보 딘 러스크가 양유찬 주 미국 대한민국 대사에게 보낸 외교 서한이다.

## 주요 내용
러스크 서한에서 미국 국무부는 다음과 같은 협상 태도를 보였다. 그 서신에서는 다음과 같은 협상 태도를 언급하고 있다.
- 일본의 포츠담 선언 동의는 일본에 의한 공식적이거나 최종적인 주권 포기로 여길 수 없다.
- 일본은 강화조약에서 독도에 대한 주장을 포기하지 않을 것이다.
- 맥아더 라인은 샌프란시스코 강화조약이 발효되기 전까지 유효하다.
- 일본은 전쟁 중 일본에 의해 피해를 입은 한국인의 개인 재산에 대해 보상할 의무가 없다.
- 한국에 있는 일본인의 재산의 처분은 미군정과 대한민국 정부의 지시에 따른다.

러스크 서한은 일본측에서 한국의 독도 영유권에 대한 주장을 반박하는 의도로 흔히 인용되는 문서이다. 그러나 러스크 서한은 연합국 대표 11개국으로 구성된 극동위원회에서 검토된 적도 없는 미국 단독의 의견이다.

## 배경

미국 국무부 차관 보딘 러스크

러스크 서한은 샌프란시스코 강화조약 체결 이전에 한국, 미국, 일본 사이에서 교환된 문서들 가운데 한 부분이다. 1949년부터 샌프란시스코 강화조약의 초고가 등장했으며, 이후 수년동안 대한민국은 미국에게 여러 차례의 요청을 했고, 미국은 여러 번의 답신을 보냈다. 러스크 서한은 이 답신들 가운데 하나이다. 샌프란시스코 강화조약은 1952년 4월 발효되었다.
태평양 전쟁에서 일본이 핵공격을 당하고 항복하면서, 일본과 조선은 미국 영토가 되었다. 일본은 맥아더 육군 원수(5성장군)이 미국 총독이 되어 군정을 2년간 실시했다. 조선은 맥아더 장군의 부하인 미국 육군 제24군단장 존 리드 하지 중장을 주한미군사령관으로 보내, 미국 총독이 되어 한국에서 3년간 군정을 실시하였다. 따라서 독도는 명백하게 국제법상 미국 영토였다.
국제법상 전면전에 패배하면, 승전국이 패전국을 정복한 것이 되어서, 패전국의 주권을 획득한다. 미국 대통령이 히로히토 일본왕과 한국 이승만 대통령에게 주권을 넘겨주기 전까지는 미국 영토에 해당했다.
문제는 미국이 독도를 일본에게 넘겨주었는가, 한국에게 넘겨주었는가인데, 러스크 서한에서 한국에게 독도를 넘겨주지 않겠다는 미국 국무부의 공식 서한을 워싱턴 주재 한국 대사관에 보내왔다.
일본은 미국 국무부의 공식 서한인 극동담당 차관보 딘 러스크의 서한이 매우 중요한 국제법상 근거라면서, 전면전을 승리해 국제법상 정복을 달성한 미국이, 다시 주권을 일본과 조선에게 반환해 줄 때, 독도는 일본에 주었다는 근거로 사용한다. 1910년 한일합방조약으로 조선의 모든 영토가 일본 영토가 되어서 독도는 일본 영토가 되었다가, 1945년 패전으로 독도는 미국 영토가 되었는데, 미국이 독도를 한국에 주겠다고 명시한 국제법상 유효한 공식문서가 하나도 없다고 주장한다.
당시 미국은 영토를 구체적으로 특정해서, 이 땅들은 일본이 갖지 말고 조선에게 주권을 양도한다는 샌프란시스코 강화조약 초안을 작성했다. 여기에 1차 초안에는 있던 독도가 일본의 집요한 요구로, 5차 초안에서 빠졌다. 한국 정부가 이에 대해 이의를 제기하며 독도를 공식적으로 한국에 주겠다는 문서를 포함해서 작성해 달라고 요청하자, 미국 국무부 극동담당 차관보 딘 러스크가 이러한 요청을 받아들이지 않겠다고 말하며 러스크 서한을 비밀리에 한국에 보냈기 때문에 성립되지 않는다. 무효가 되는 이유는 연합국 극동위원회에게 알리지 않고 비밀리에 보낸 것이기 때문에 무효가 된다.
또한, 한국은 이 러스크 서한이 국제법적 의미가 전혀 없다고 주장한다. 또한 샌프란시스코 강화조약에서 결안에는 "일본은 한국의 독립을 인정하고, 제주도, 거문도 및 울릉도를 포함한 한국에 대한 모든 권리,권언 및 청구를 포기한다"라고 적혀있다
여기에서 '모든'이라는 단어가 들어가 있으므로 부속도서+ 그 나라의 고유영토는 그 나라의 영토가 되는 것이라고 볼 수 있다.
러스크 서한이 작성된 시점은, 1951년 8월으로서, 한국전쟁으로 한국은 괴멸된 상태였고, 주일미군과 본토 미군이 일본의 막대한 군수지원을 받으면서 한국군 대신 싸우며 한국을 지켜주는 상황이었다.

## 대한민국의 요청
대한민국 정부는 미국 정부에게 다음 세 가지의 요청을 했다.
- 일본이 한국 및 제주도, 거문도, 울릉도, 독도 및 이어도 등 일본에 의한 한일 병합 조약 이전에 한국의 일부였던 여러 섬들에 대한 모든 권리, 주권 및 청구권을, 1945년 8월 9일에 포기했다는 점을 명시할 것.
- 대한민국 내의 일본인 귀속 재산을 한국과 미군정에게 합법적으로 이관할 것.
- 샌프란시스코 강화조약에서 맥아더 라인의 지속을 인정할 것.

## 미국 국무부의 답신(러스크 서한)
큰따옴표 (" ") 안에 있는 문구는 러스크 서한에 쓰여 있는 문구이다.

### 일본의 주권에 대한 제한의 최종성
"미국 정부는 일본이 1945년 8월 9일에 포츠담 선언을 동의한 것이 선언 안에서 다루어진 영역에 대한 일본의 공식적이고 최종적인 주권 포기라는 이론을 강화조약에 반영해야 한다고 생각하지 않는다."

### 독도 문제
"우리의 정보에 의하면 독도, 혹은 리앙쿠르 암초나 다케시마에 관해서, 이 사람이 살지 않는 암초는 한국의 영토로 취급받은 적이 없으며, 1905년 이래로 일본 시마네현 오키 섬의 관할 구역이었다."

### 맥아더 라인과 이승만 라인
맥아더 라인은 샌프란시스코 강화조약 발효 전까지만 유효하다고 되어 있었다. ("소위 맥아더 라인은 조약이 효력을 가지기 전까지 유효하다.")
그러나 대한민국의 대통령 이승만은 1952년 1월 18일 이승만 라인과 독도에 대한 영유권을 주장했다.

### 한국인 재산의 보상
"전쟁 동안 일본 정부가 일본 내의 한국인의 재산에 대해 가압류하거나 간섭하지 않았으므로 일본이 일본 내의 한국인의 재산을 보상하라고 강요할 필요성이 없다고 생각한다."

### 한국 내의 일본인 재산
"일본은 제2조 및 제3조에 규정된 영역에서 미군정의 지시에 의해서 이루어진 일본 및 일본 국민의 재산에 대한 처분이 유효하다는 것을 인정한다."

### 이어도 문제
대한민국은 1951년 이어도와 독도, 제주도 등에 대한 영유권을 주장했다.
양유찬 주 미국 대한민국 대사는 미국 국무부 장관에게 이어도가 일본이 포기한 영토에 포함되어야 한다고 요청했다. 그 후 미국 대사 존 포스터 덜레스는 이어도와 독도가 어디에 있는지 물었고 한표욱 주 미국 대한민국 대사관 1등서기관은 그 섬들이 동해 울릉도 근처에 있다고 말했다. 보그스는 이어도에 대해서 알아내는 데 실패했다.

## 같이 보기
- 한일 분쟁
- 독도 분쟁